# Senato del Michigan
Il Senato del Michigan è la camera alta della Legislatura del Michigan. Essa si riunisce, insieme alla Camera dei Rappresentanti, nel Campidoglio dello Stato del Michigan. 
È composta da 38 membri, ognuno rappresentante di un distretto che comprende circa 260.095 abitanti. I senatori sono eletti ogni quattro anni per un mandato di pari durata, con un limite di due mandati (8 anni).

## Leadership del Senato
Il vice governatore del Michigan funge da presidente del Senato, ma vota solamente se vi è parità assoluta. In sua assenza, la presidenza viene assunta dal presidente pro tempore, eletto dal partito di maggioranza a cui segue la conferma da parte dell'intero Senato. Il presidente pro tempore è la prima carica del Senato; i leader di maggioranza e minoranza sono eletti dai rispettivi partiti.